# Haʻikū-Paʻuwela
Haʻikū-Paʻuwela – CDP w Stanach Zjednoczonych w stanie Hawaje w hrabstwie Maui. W 2010 roku liczyło 8 118 mieszkańców.